# Норман Джуисън
Норман Джуисън (на английски: Norman Jewison) е канадски филмов режисьор и продуцент, роден през 1926 година. 
Името на Джуисън влиза в полезрението още в началния етап на неговата кариера, през 1960-те години, когато под неговата режисура излизат такива класики на кинематографията като „Синсинати Кид“ (1965), „Среднощна жега“ (1967) и „Аферата Томас Краун“ (1968). През 1970-те, той продължава успешния си ход с филмирането на легендарната рок опера на Андрю Лойд Уебър - „Исус Христос суперзвезда“ (1973) и съдебната драма „И справедливост за всички“ (1979). В последващите десетилетия, Джуисън е автор на хитовете „Лунатици“ (1987) и „Парите на другите“ (1991).
Три пъти е номиниран за награда Оскар за най-добър режисьор. За филма си „Лунатици“ е удостоен с приз „Сребърна мечка“ от Берлинския международен кинофестивал.

## Биография

### Ранни години
Роден е като Норман Фредерик Джуисън на 21 юли 1926 година в Торонто, Канада, в семейството на Дороти Айрийн и Пърси Джоузеф Джуисън. Баща му е управител на магазин за хранителни стоки, както и на пощенски клон. Норман получава първоначалното си образование в „Kew Beach School“ и „Malvern Collegiate Institute“. След завършване на училище, по време на Втората световна война, в периода 1944-45 година, той служи в Кралския канадски военноморски флот. След войната, Джуисън посещава колежа Виктория към Университета на Торонто, получавайки бакълавърска степен през 1949 година.

## Избрана филмография
| година | филм                             | оригинално заглавие                              | бележки                                                        |
| ------ | -------------------------------- | ------------------------------------------------ | -------------------------------------------------------------- |
| 1962   | 40 паунда проблеми               | 40 Pounds of Trouble                             |                                                                |
| 1963   | Тръпката от всичко това          | The Thrill of It All                             |                                                                |
| 1964   | Не ми изпращай цветя             | Send Me No Flowers                               |                                                                |
| 1965   | Изкуството на любовта            | The Art of Love                                  |                                                                |
| 1965   | Синсинати Кид                    | The Cincinnati Kid                               |                                                                |
| 1966   | Руснаците идват, руснаците идват | The Russians Are Coming, the Russians Are Coming |                                                                |
| 1967   | Среднощна жега                   | In the Heat of the Night                         | номинация за „Оскар“ за режисура                               |
| 1968   | Аферата Томас Краун              | The Thomas Crown Affair                          |                                                                |
| 1969   | Гейли, Гейли                     | Gaily, Gaily                                     |                                                                |
| 1971   | Цигулар на покрива               | Fiddler on the Roof                              | номинация за „Оскар“ за режисура                               |
| 1973   | Исус Христос суперзвезда         | Jesus Christ Superstar                           |                                                                |
| 1975   | Ролербол                         | Rollerball                                       |                                                                |
| 1978   | Юмрук                            | F.I.S.T.                                         |                                                                |
| 1979   | И справедливост за всички        | ...And Justice for All                           |                                                                |
| 1982   | Най-добри приятели               | Best Friends                                     |                                                                |
| 1984   | Войнишка история                 | A Soldier's Story                                |                                                                |
| 1985   | Агнес Божия                      | Agnes of God                                     |                                                                |
| 1987   | Лунатици                         | Moonstruck                                       | номинация за „Оскар“ за режисура; „Сребърна мечка“ за режисура |
| 1989   | В страната                       | In Country                                       |                                                                |
| 1991   | Парите на другите                | Other People's Money                             |                                                                |
| 1994   | Само ти                          | Only You                                         |                                                                |
| 1995   | Богус                            | Bogus                                            |                                                                |
| 1999   | Ураганът                         | The Hurricane                                    |                                                                |
| 2003   | Клетвена декларация              | The Statement                                    |                                                                |